# 毛鱼藤
毛鱼藤（学名：Derris elliptica）为豆科鱼藤属下的一个种。

## 扩展阅读
- 維基物種上的相關：毛鱼藤